# Pictilabrus
Pictilabrus Gill, 1891 è un genere di pesci di acqua salata appartenenti alla famiglia Labridae.

## Distribuzione
Provengono dalle barriere coralline dell'est dell'oceano Indiano.

## Descrizione
Presentano un corpo compresso lateralmente, a volte con una livrea sgargiante. Le dimensioni variano dai 14 di P. viridis ai 23 di P. laticlavius.

## Tassonomia
In questo genere sono riconosciute soltanto 3 specie:
- Pictilabrus brauni
- Pictilabrus laticlavius
- Pictilabrus viridis

## Conservazione
P. laticlavius è classificato come "a rischio minimo" dalla lista rossa IUCN perché a parte la pesca, poco frequente, non è minacciato da particolari pericoli, e come lui P. viridis. P. brauni, invece, è classificato come "dati insufficienti" (DD) perché ancora troppo poco studiato.